# Fulvio Risuleo
Fulvio Risuleo (Roma, 30 gennaio 1991) è un regista, sceneggiatore e fumettista italiano.

## Biografia
Nato nel 1991 a Roma, si è diplomato in regia al Centro sperimentale di cinematografia nel 2013.
Dopo aver scritto e diretto una serie di cortometraggi tra cui Varicella, vincitore della Semaine de la Critique al Festival di Cannes 2015, ha esordito al cinema nel 2017 con Guarda in alto, presentato alla Festa del cinema di Roma e al Festival di Rotterdam. Nel 2019 dirige la webserie interattiva Il caso Ziqqurat e il suo secondo lungometraggio, Il colpo del cane, con Edoardo Pesce. Nel 2022 presenta alla Mostra del cinema di Venezia il terzo film Notte fantasma.
È anche autore di fumetti. Ha pubblicato due volumi come autore unico, Pixel (2016, seconda edizione 2022 come I pixel sognano in 8k?) e L'idra indecisa (2018), e altri tre volumi con Antonio Pronostico: Sniff (2019), con cui ha vinto nel 2020 il premio Micheluzzi alla miglior sceneggiatura al Napoli Comicon e il premio Boscarato come miglior sceneggiatore al Treviso Comic Book Festival, Tango (2021), candidato come miglior fumetto al Napoli Comicon, e L’eletto (2023). 
Nel 2021 insieme ad Alessio Trabacchini realizza il podcast L'affaire Tintin, incentrato sulla serie di fumetti Le avventure di Tintin, e nel 2022 collabora alla scrittura del videogioco Hell is other sviluppato da Strelka Games, Yonder e Belka S.R.L.
Nel 2024 esce per Fandango Libri il suo primo romanzo, La tenda.

## Filmografia
- Putrida menzogna - cortometraggio (2011)
- Ghigno sardonico - cortometraggio (2013)
- Lievito madre - cortometraggio (2014)
- Reportage Bizarre - serie interattiva (2014)
- Varicella - cortometraggio (2015)
- Guarda in alto (2017)
- Il caso Ziqqurat - serie interattiva (2019)
- Il colpo del cane (2019)
- La cattiva novella - cortometraggio (2021)
- L'uomo materasso - cortometraggio (2021)
- Notte fantasma (2022)
- Una teoria che ho sognato a Londra - cortometraggio (2025)[12]

## Opere
- con Guido Mazzoni, Mano sinistra, autoprodotto, 2013 [13]
- Pixel, Ultra, 2016
  - seconda edizione, I pixel sognano in 8k?, Pièdimosca, 2022
- L’idra indecisa, 001 Edizioni, 2018
- con Antonio Pronostico, Sniff, Coconino Press, 2019
- con Antonio Pronostico, Passatempo Coconino Press / Fumetti nei musei, 2020
- con Antonio Pronostico, Tango, Coconino Press, 2021
- Gibizarre, progetto Apri, 2022
- con Antonio Pronostico, L'eletto, Coconino Press, 2023
- con Tonino Risuleo, Napolitopor, Add Editore, 2023